# Banco D. João de Castro (Canal Terceira - S. Miguel)
Banco D. João de Castro (Canal Terceira - S. Miguel) este o arie protejată (arie specială de conservare — SAC, sit de importanță comunitară — SCI) din Portugalia întinsă pe o suprafață de 1.648,39 ha, integral marine.

## Localizare
Centrul sitului Banco D. João de Castro (Canal Terceira - S. Miguel) este situat la coordonatele 38°13′35″N 26°36′30″W / 38.2264°N 26.6083°V.

## Înființare
Situl Banco D. João de Castro (Canal Terceira - S. Miguel) a fost declarat sit de importanță comunitară în mai 1997 pentru a proteja 2 specii de animale. Situl a fost protejat și ca arie specială de conservare în iunie 2009.

## Biodiversitate
Situată în ecoregiunea marină macaroneziană, aria protejată conține 1 habitat natural: Recifuri.
La baza desemnării sitului se află mai multe specii protejate:
- mamifere (1): delfin mare (Tursiops truncatus)
- reptile (1): Caretta caretta

Pe lângă speciile protejate, pe teritoriul sitului au mai fost identificate 5 specii de plante, 3 specii de nevertebrate, 7 specii de pești.